# 中华人民共和国国务院 (第八届全国人大期间)
中华人民共和国第八届国务院指与中华人民共和国第八届全国人民代表大会（1993年3月至1998年3月）同期的一届中华人民共和国国务院（即中央人民政府），由时任国务院总理的李鹏负责。

## 历史
1993年3月27日举行的第八届全国人大第一次会议上，李鹏连任国务院总理，组成其第二届内阁。

## 组成人员
- 总理：李鹏（党组书记）
- 副总理：朱镕基（党组副书记） · 邹家华 · 钱其琛 · 李岚清 · 吴邦国（增补） · 姜春云（增补）
- 国务委员：李铁映 · 迟浩田 · 宋健 · 李贵鲜 · 陈俊生 · 司马义·艾买提（维吾尔族） · 彭珮云（女） · 羅幹
- 秘书长：羅幹（机关党组书记）

| 1. 外交部部长 钱其琛（兼） 2. 国防部部长 迟浩田（兼） 3. 国家计划委员会主任 陈锦华 4. 国家经济贸易委员会主任 王忠禹 5. 国家经济体制改革委员会主任 李铁映（兼） 6. 国家教育委员会主任 朱开轩 7. 国家科学技术委员会主任 宋健（兼） 8. 国防科学技术工业委员会主任 丁衡高 → 曹刚川 9. 国家民族事务委员会主任 司马义·艾买提（维吾尔族，兼） 10. 公安部部长 陶驷驹 11. 国家安全部部长 贾春旺 12. 监察部部长 曹庆泽 13. 民政部部长 多吉才让（藏族） 14. 司法部部长 肖扬 15. 财政部部长 刘仲藜 16. 人事部部长 宋德福 17. 劳动部部长 李伯勇 18. 地质矿产部部长 朱训 → 宋瑞祥 19. 建设部部长 侯捷 20. 电力工业部部长 史大桢 | 21. 煤炭工业部部长 王森浩 22. 机械工业部部长 何光远 → 包叙定 23. 电子工业部部长 胡启立 24. 冶金工业部部长 刘淇 25. 化学工业部部长 顾秀莲（女） 26. 铁道部部长 韩杼滨 27. 交通部部长 黄镇东 28. 邮电部部长 吴基传 29. 水利部部长 钮茂生（满族） 30. 农业部部长 刘江 31. 林业部部长 徐有芳 → 陈耀邦 32. 国内贸易部部长 张皓若 → 陈邦柱 33. 对外贸易经济合作部部长 吴仪（女） 34. 文化部部长 刘忠德 35. 广播电影电视部部长 艾知生 → 孙家正 36. 卫生部部长 陈敏章 37. 国家体育运动委员会主任 伍绍祖 38. 国家计划生育委员会主任 彭珮云（女，兼） 39. 中国人民银行行长 李贵鲜（兼） → 朱镕基（兼） → 戴相龙 40. 审计署审计长 吕培俭 → 郭振乾 |